# Kukačka černá
Kukačka černá (Surniculus velutinus) je druh kukačky z rodu Surniculus, která je endemická Filipínám. 

## Systematika a rozšíření
Kukačku černou formálně popsal v roce 1877 anglický přírodovědec Richard Bowdler Sharpe pod názvem Surniculus velutinus. Rozlišují se tři poddruhy s následujícím rozšířením:
- S. v. chalybaeus Salomonsen, 1953 – Luzon, Mindoro a Negros;
- S. v. velutinus Sharpe, 1877 – Bohol, Leyte, Samar, Mindanao a Basilan;
- S. v. suluensis Salomonsen, 1953 – Suluské ostrovy.

Druhové jméno velutinus pochází z moderní latiny, ve které znamená „velvetový“.
Kukačka černá náleží do rodu Surniculus. Všechny kukačky v tomto rodě původně byly považovány za stejný druh Surniculus lugubris. Druhy z tohoto rodu jsou úzce příbuzné. Podle mitochondriální analýzy utváří kukačka černá sesterskou skupinu ke kladu tvořeným kukačkou drongovitou (S. lugubris) a druhem S. musschenbroeki.

## Stanoviště
Stanoviště druhu tvoří dvojkřídláčovité (dipterokarpové) původní pralesy i sekundární lesy. Obývá nížinaté oblasti od hladiny moře do 1000 m n. m. Vyskytuje se převážně ve stromovém baldachýnu (některé kukačky jihovýchodní Asie se vyskytují při zemi).

## Popis

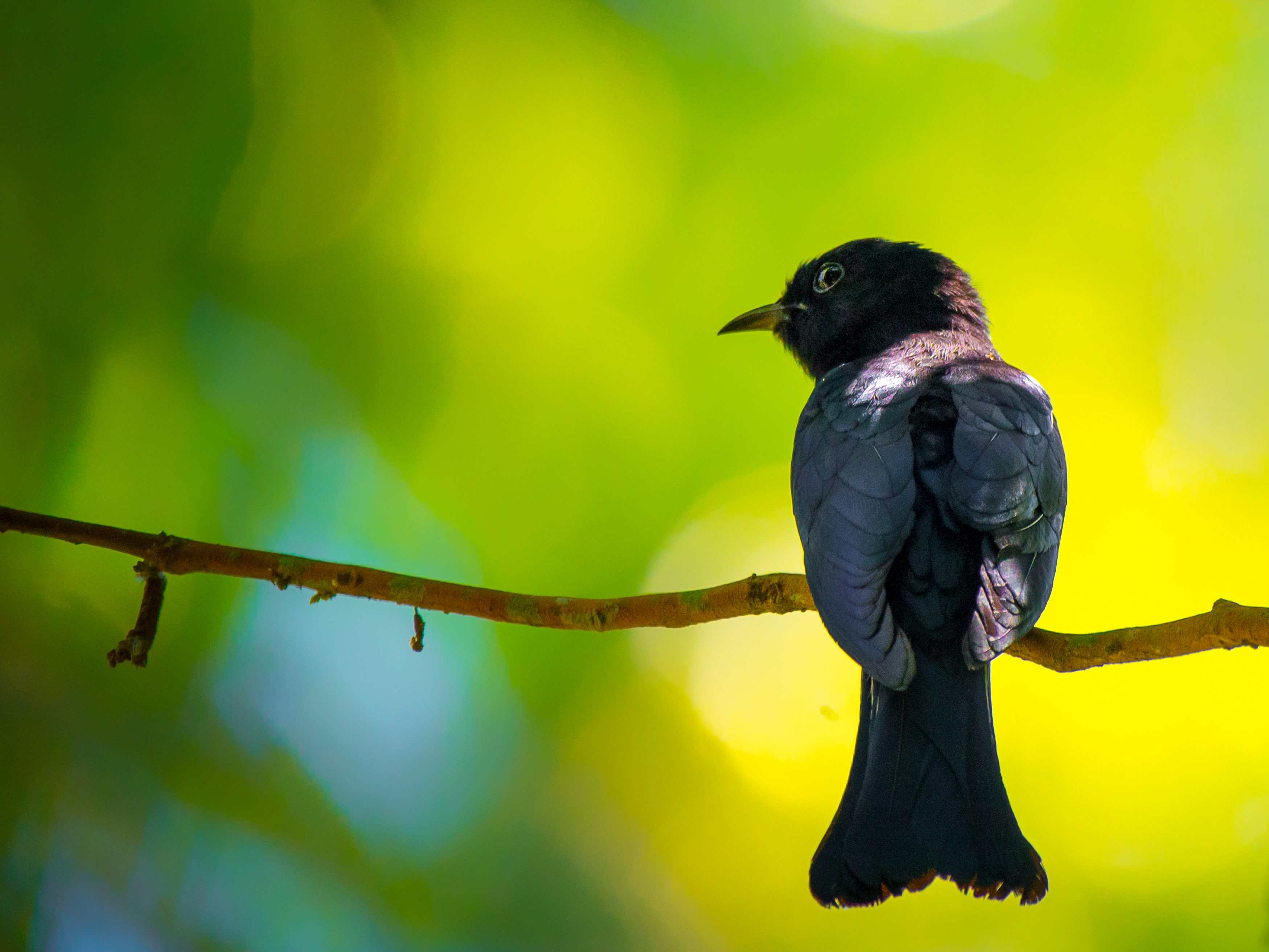
Kukačka černá s dobře patrným, ke konci se rozšiřujícím ocasem

Tato menší kukačka dosahuje délky těla pouze kolem 24 cm. Zaznamenané průměrné rozměry těla samce jsou následující: křídlo měřilo 117 mm, ocas 102 mm, zobák 19 mm, běhák 15 mm. U samice bylo křídlo v průměru dlouhé 117 mm, ocas 105 mm, zobák 19 mm, běhák 16 mm. Samice i samec vypadají stejně. Jejich nohy jsou tmavě šedé, zobák černý, duhovky hnědé a neopeřený oční kroužek modrošedý.
Opeření těla je černé s různou měrou iridiscentního odlesku. Hlava, horní část hřbetu a hrdlo jsou černé bez odlesku. Křídla a ocas jsou černé s kovově modrým, fialovomodrým nebo zeleným iridiscentním odleskem. Ocas působí hranatě, ke konci se rozšiřuje. Vnější (okrajová) ocasní pera jsou kratší než ostatní a zespoda mají několik nenápadných bílých příčných skvrn.

## Biologie
O biologii druhu je známo jen minimum informací. Jedná se o skrytě žijící kukačku, která se živí hmyzem. Vokální projev zahrnuje sérii 8–10 stoupajících hvizdů. O hnízdění kukačky černé se toho moc neví. Předpokládá se u ní parazitismus, nejsou však známy žádné hostitelské druhy.

## Ohrožení a početnost
Mezinárodní svaz ochrany přírody (IUCN) považuje kukačku černou za málo dotčený druh, nicméně přiznává, že populace je patrně na ústupu následkem úbytku přirozených stanovišť.